# La Regina del Sud (telenovela)
La Regina del Sud (La reina del sur) è una telenovela in lingua spagnola basata sul romanzo omonimo dell'autore spagnolo Arturo Pérez-Reverte. La prima stagione è prodotta dalla rete televisiva statunitense Telemundo in collaborazione con Antena 3 e RTI Producciones, mentre la seconda stagione, a distanza di otto anni, è prodotta da Telemundo Global Studios e da Netflix. Il primo episodio è andato in onda su Telemundo il 28 febbraio 2011. 
Con un budget di 10 milioni di dollari, La reina del sur è la seconda telenovela più costosa mai prodotta da Telemundo, la prima è El señor de los cielos. Un remake in lingua inglese, Queen of the South, è stato presentato in anteprima a giugno 2016 su USA Network, con Alice Braga come protagonista.
La serie è stata rinnovata per una seconda stagione, resa disponibile su Netflix il 22 aprile 2019.

## Trama

### Stagione 1 (2011)
La serie è l'adattamento televisivo dell'opera letteraria omonima dell'autore spagnolo Arturo Pérez-Reverte. Racconta le vicende dell'ascesa al potere di una donna messicana nel mondo del traffico internazionale della droga. Teresa Mendoza inizia la sua avventura come un'umile e giovane donna innamorata di un pilota di aerei impiegato da un cartello messicano. Quando viene ucciso, Teresa si trova costretta a fuggire, nel disperato tentativo di evitare lo stesso destino. La sua fuga la porta nel sud della Spagna dove cerca di iniziare una nuova vita. Tuttavia, si trova nuovamente coinvolta nel mondo del traffico di stupefacenti e, per la seconda volta perde un uomo da lei amato. Teresa allora decide di prendere le redini del suo destino e di diventare il capo di una propria organizzazione. Attraverso alleanze strategiche e un forte senso per gli affari, Teresa "La Mexicana" inizia a controllare un business intercontinentale di distribuzione di droga. Tuttavia, il suo grande successo è accompagnato da un alto prezzo e ogni giorno viene messa alla prova dal destino. 

### Stagione 2 (2019)
La stagione ruota attorno a Teresa Mendoza otto anni dopo gli eventi della prima stagione. Teresa ora vive in Toscana lontana da tutti e fuori una volta per tutte dagli affari illeciti, ma il rapimento di sua figlia la costringe a reintrodursi nel business della droga e ancora una volta si vede costretta a confrontarsi con i suoi vecchi nemici e con il passato che aveva cercato di lasciarsi alle spalle.

## Episodi
| Stagione         | Episodi | Prima TV USA | Prima TV Italia |
| ---------------- | ------- | ------------ | --------------- |
| Prima stagione   | 63      | 2011         | 2019            |
| Seconda stagione | 60      | 2019         | 2019            |
| Terza stagione   | 45      | 2022         | 2022            |

## Personaggi e interpreti

### Principali

#### Introdotti nella prima stagione
- Teresa Mendoza, interpretata da Kate del Castillo (stagioni 1-2)
- Epifanio Vargas, interpretato da Humberto Zurita  (stagioni 1-2)
- Raimundo Dávila Parra "El Güero", interpretato da Rafael Amaya
- Santiago López Fisterra "El Gallego", interpretato da Iván Sánchez
- Patricia O'Farrell, interpretata da Cristina Urgel
- Oleg Yasikov, interpretato da Alberto Jiménez
- Teo Aljarafe, interpretato da Miguel de Miguel
- Roberto Gato Márquez "El Gato Fierros", interpretato da Gabriel Porras
- Ramiro Vargas "El Ratas", interpretato da Salvador Zerboni
- Dris Larbi, interpretato da Nacho Fresneda
- Fátima Mansur, interpretata da Mónica Estarreado
- César Güemes "Batman", interpretato da Alejandro Calva (stagioni 1-2)
- Sheila, interpretata da Cuca Escribano (stagioni 1-2)
- Potequim Gálvez "El Pote", interpretato da Dagoberto Gama
- Willy Rangel, interpretato da Christian Tappan (stagioni 1-2)
- Coronel Abdelkader Chaib, interpretato da Eduardo Velasco (stagioni 1-2)
- Manolo Céspedes, interpretato da Alfonso Vallejo
- Lalo Veiga, interpretato da Pablo Castañón
- Siso Pernas, interpretato da Miguel Ángel Blanco (stagioni 1-2)
- Soraya, interpretata da Lorena Santos
- Verónica Cortés / Guadalupe Romero, interpretata da Sara Maldonado
- Marcela "La Conejo" , interpretata da Carmen Navarro (stagioni 1-2)
- Saturnino "Nino" Juárez, interpretato da Santiago Meléndez
- Pablo Flores, interpretato da Juan José Arjona (stagioni 1-2)

#### Introdotti nella seconda stagione
- Francesco Belmondo, interpretato da Raoul Bova
- Manuela, interpretata da Paola Núñez
- Alejandro Alcalá, interpretato da Mark Tacher
- Zurdo Villa, interpretato da Flavio Medina
- Cayetana Segovia, interpretata da Luisa Gavasa
- Oleg Yosikov, interpretato da Antonio Gil
- Genoveva Alcalá, interpretata da Kika Edgar
- Faustino Sánchez Godoy, interpretato da Lincoln Palomeque (stagione 2, guest stagione 1)
- Carmen Martínez, interpretata da Patricia Reyes Spíndola
- Charos, interpretata da Carmen Flore
- Danilo Márquez, interpretato da Emmanuel Orenday
- Ray Dávila, interpretato da Alejandro Speitzer
- Jonathan Peres, interpretato da Tiago Correa
- Rocío Aljarafe, interpretata da Sara Vidorreta
- Paloma Aljarafe, interpretata da Agata Herranz
- Ahmed , interpretato da Abdelali El Aziz (stagione 2, guest stagione 1)
- Sofía Dantes, interpretata da Isabella Sierra

## Remake
Il remake in lingua inglese, Queen of the South (Regina del Sud), è andato in onda a giugno 2016 su USA Network con Alice Braga, Veronica Falcón, Peter Gadiot, Justina Machado e Hemky Madera. La serie è stata rinnovata per una quinta stagione ed è disponibile su Netflix.

## Accoglienza
| Stagione | Orario (ET)                       | Episodi | Prima puntata    | Prima puntata        | Ultima puntata | Ultima puntata       | Media spettatori (milioni) |
| Stagione | Orario (ET)                       | Episodi | Data             | Spettatori (milioni) | Data           | Spettatori (milioni) | Media spettatori (milioni) |
| -------- | --------------------------------- | ------- | ---------------- | -------------------- | -------------- | -------------------- | -------------------------- |
| Prima    | Dal lunedì al venerdì, alle 22:00 | 63      | 28 febbraio 2011 | 2,4                  | 30 maggio 2011 | 4,2                  | TBD                        |
| Seconda  | Dal lunedì al venerdì, alle 22:00 | 60      | 22 aprile 2019   | 2,36                 | 29 luglio 2019 | 2,23                 | 1,89                       |

## Riconoscimenti
| Anno | Premio                    | Categoria                        | Ricevente                        | Risultato       |
| ---- | ------------------------- | -------------------------------- | -------------------------------- | --------------- |
| 2011 | People in Spanish Awards  | Miglior telenovela               | La Reina del Sur                 | Vincitore/trice |
| 2011 | People in Spanish Awards  | Migliore attrice                 | Kate del Castillo                | Vincitore/trice |
| 2011 | People in Spanish Awards  | Miglior attore non protagonista  | Humberto Zurita                  | Candidato/a     |
| 2011 | People in Spanish Awards  | Miglior attore non protagonista  | Rafael Amaya                     | Candidato/a     |
| 2011 | People in Spanish Awards  | Il miglior antagonista           | Salvador Zerboni                 | Candidato/a     |
| 2011 | People in Spanish Awards  | Nuovo arrivato dell'anno         | Cristina Urgel                   | Vincitore/trice |
| 2011 | People in Spanish Awards  | Nuovo arrivato dell'anno         | Iván Sánchez                     | Candidato/a     |
| 2011 | People in Spanish Awards  | Sweethearts                      | Kate del Castillo e Iván Sánchez | Candidato/a     |
| 2012 | Premi TVyNovelas Colombia | Miglior serie                    | La Reina del Sur                 | Candidato/a     |
| 2012 | Premi TVyNovelas Colombia | Miglior produzione               | La Reina del Sur                 | Candidato/a     |
| 2012 | Premi TVyNovelas Colombia | Miglior antagonista in una serie | Humberto Zurita                  | Candidato/a     |
| 2012 | 1st Your World Awards     | Telenovela dell'anno             | La Reina del Sur                 | Candidato/a     |
| 2012 | 1st Your World Awards     | Miglior attrice protagonista     | Kate del Castillo                | Candidato/a     |
| 2012 | 1st Your World Awards     | Best Bad Luck Video              | Amor que mata                    | Candidato/a     |

## Opera originaria
Pérez-Reverte, autore del romanzo, ha affermato che una grande fonte d'ispirazione erano le narcorrido messicane, canzoni country-polka che narrano storie reali di signori della droga messicani. 
Per il personaggio di Teresa, l'autore, si è ispirato a Sandra Ávila Beltrán, conosciuta come la Regina del Pacifico, famosa per essere stata una delle prime donne trafficanti di droga a raggiungere il livello di "Boss" nei cartelli messicani, un posto solitamente riservato agli uomini.